# Ed Sampson
Ed Sampson (né le 23 décembre 1921 à Fort Frances au Canada et mort le 26 août 1974) est un joueur américain de hockey sur glace. Lors des Jeux olympiques d'hiver de 1956, il remporte la médaille d'argent.

## Palmarès
- Médaille d'argent aux Jeux olympiques de Cortina d'Ampezzo en 1956